# Apicia graceiaria
Apicia graceiaria là một loài bướm đêm trong họ Geometridae.